# 埃多什
埃多什（法語：Eydoche，法語發音：[edɔʃ]）是法国伊泽尔省的一个市镇，属于拉图尔迪潘区。

## 地理
埃多什（45°26'29"N, 5°19'51"E）面积5.58 平方千米，位于法国奥弗涅-罗讷-阿尔卑斯大区伊泽尔省，该省份为法国东南部内陆省份，北起顺时针与安省、萨瓦省、上阿尔卑斯省、德龙省、阿尔代什省、卢瓦尔省和罗讷省。
与埃多什接壤的市镇（或旧市镇、城区）包括：比佐讷、尚皮耶、弗拉谢尔、隆日舍纳勒、莫捷、圣迪迪耶德比佐讷。

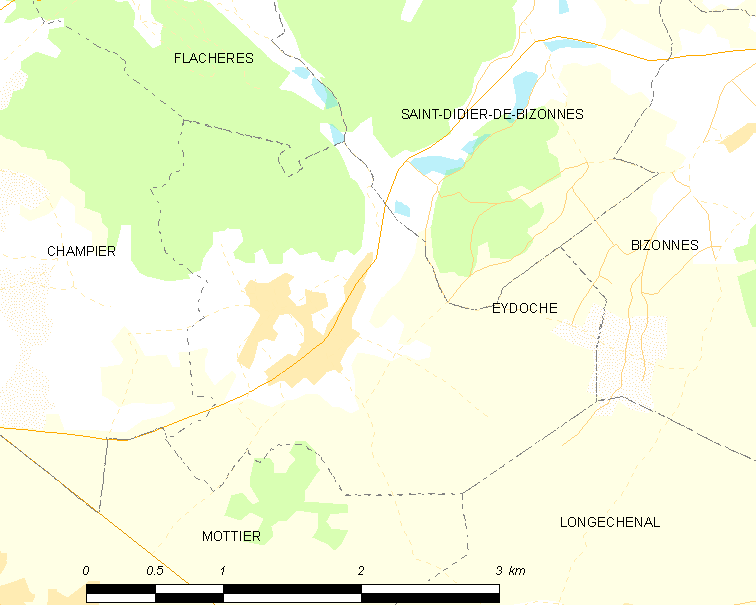
埃多什的OSM定位图

埃多什的时区为UTC+01:00、UTC+02:00（夏令时）。

## 行政
埃多什的邮政编码为38690，INSEE市镇编码为38159。

## 政治
埃多什所属的省级选区为大朗斯县。

## 人口

1962-2008年间埃多什人口变化图示

埃多什于2022年1月1日时的人口数量为541人。